# Odwiśle
Odwiśle – wieś w Polsce położona w województwie małopolskim, w powiecie krakowskim, w gminie Igołomia-Wawrzeńczyce.
| SIMC    | Nazwa  | Rodzaj    |
| ------- | ------ | --------- |
| 0319820 | Kępka  | część wsi |
| 0319836 | Szwaby | część wsi |
| 0319842 | Ulica  | część wsi |

W latach 1975–1998 miejscowość administracyjnie należała do województwa krakowskiego.